# Neostenetroides
Neostenetroides är ett släkte av kräftdjur. Neostenetroides ingår i familjen Gnathostenetroidae.
Kladogram enligt Catalogue of Life:
| Neostenetroides | \| \| Neostenetroides magniezi \| \| \| \| \| \| Neostenetroides schotteae \| \| \| \| \| \| Neostenetroides stocki \| \| \| \| |
|                 | \| \| Neostenetroides magniezi \| \| \| \| \| \| Neostenetroides schotteae \| \| \| \| \| \| Neostenetroides stocki \| \| \| \| |
|                 | Caecostenetroides |
|                 | |
|                 | Gnathostenetroides |
|                 | |
|                 | Maresiella |
|                 | |
|                 | Neostenetroides magniezi |
|                 | |
|                 | Neostenetroides schotteae |
|                 | |
|                 | Neostenetroides stocki |
|                 | |

|  | Neostenetroides magniezi  |
|  |                           |
|  | Neostenetroides schotteae |
|  |                           |
|  | Neostenetroides stocki    |
|  |                           |